# 內線交易
內線交易（insider trading），亦作內幕交易，是指：於獲悉未公開且後來證實足以影響股票或其他有價證券市價的消息後，進行交易，並有成比例的獲利發生的行為。即內線交易的要件在於：
1. 獲悉未公開消息。
2. 該消息有效影響有價證券市價。
3. 交易後有與該消息成比例的獲利發生。

內線交易可以是合法的證券交易行為，但是由於內線交易造成市場不公平，所以在多數情況之下，「內線交易」通常用於描述違法的犯罪行為。雖然有經濟學家肯定內線交易對於資本市場的效率和流動性都有正面幫助，但是世界各國多半都把內線交易列為違法行為。

## 各地法規

### 美國
1934年制定的美國《證券交易法》10b規定：任何人（直接或間接利用州際商務工具，或郵件，或全國性證券交易所設備之人）於買賣上市或非上市有價證券時，不得使用操縱或詐欺之手段、計謀等而違反SEC為維護公共利益及保護投資人所制定之規定。
美國證券交易委員會（SEC）規則10b-5規定 ：任何人（直接或間接利用州際商務工具，或郵件，或全國性證券交易所設備之人）於買賣上市或非上市有價證券時，不得直接或間接地為下列各款行為：
1. 利用任何方法、手段或詭計從事詐欺行為。
2. 對重要事實作不實陳述，或省略某些重要事實陳述，以致在當時之情境下，能使他人產生誤導之效果。
3. 從事任何會對他人產生詐欺或詐欺之情事的行為、業務、商業活動等。

### 日本
日本《證券交易法》規定：內線交易是指上市公司職員藉由職務或地位之便，利用尚未公開之資訊，買賣自己公司的股票；或在股票公開買賣前，通知關係人購入股票。

### 中華民國
根據中華民國《證券交易法》第157條之1規定：下列各款之人，知悉發行股票公司有重大影響其股票價格之消息時，在該消息未公開或公開後十八小時內，不得對該公司之上市或在證券商營業處所買賣之股票或其他具有股權性質之有價證券，自行或以他人名義買入或賣出。受規範的人，稱之為「內部人」，其中包含：
1. 該公司之董事、監察人、經理人及依公司法第二十七條第一項規定，受指定代表行使職務之自然人。
2. 持有該公司之股份超過百分之十之股東。
3. 基於職業或控制關係獲悉消息之人。
4. 喪失前三款身分後，未滿六個月者。
5. 從前四款所列之人獲悉消息之人。

### 中华人民共和国
中華人民共和國《證券法》第75條規定：證券交易活動中，涉及公司的經營、財務或者對該公司證券市場價格有重大影響尚未公開信息，為內幕信息。下列信息皆屬內幕信息：
1. 公司的經營方針和經營范圍的重大變化。
2. 公司生產經營的外部條件發生的重大變化。
3. 公司分配股利或者增資的計劃。
4. 公司減資、合並、分立、解散及申請破產的決定。
5. 涉及公司的重大訴訟，股東大會、董事會決議被依法撤銷或者宣告無效。
6. 公司股權結構的重大變化。
7. 公司債務擔保的重大變更。
8. 公司營業用主要資產的抵押、出售或者報廢一次超過該資產30%。
9. 公司的董事、監事、高級管理人員的行為可能依法承擔重大損害賠償責任。
10. 上市公司收購的有關方案。
11. 公司的重大投資行為和重大的購置財產的決定。
12. 公司訂立重要合同，可能對公司的資產、負債、權益和經營成果產生重要影響。
13. 公司發生重大債務和未能清償到期重大債務的違約情況。
14. 公司發生重大虧損或者重大損失。
15. 公司的董事、三分之一以上監事或者經理發生變動。
16. 持有公司百分之五以上股份的股東或者實際控制人，其持有股份或者控制公司的情況發生較大變化。
17. 公司涉嫌犯罪被司法機關立案調查，公司董事、監事、高級管理人員涉嫌犯罪被司法機關採取強制措施。
18. 國務院證券監督管理機構認定的對證券交易價格有顯著影響的其他重要信息。

## 內線交易的優點
內線交易並非全然是違法的，甚至有些經濟學家堅持內線交易可以使尚未公開的資訊，以比較快的速度抵達市場，使得資本市場更有效率，例如：1976年的諾貝爾經濟學獎得主米爾頓·弗里德曼。但由於買賣雙方的資訊不對稱會使市場失靈，因此近年來各國證券管理單位都致力於資訊的揭露。

### 資訊不對稱性與資訊揭露
2001年諾貝爾經濟學獎得主阿克洛夫、斯宾塞，以及約瑟夫·史迪格里茲所提出的不对称資訊市场的一般理论，此理論在現今資本市場被迅速驗證。

### 資訊揭露
依新修正的中華民國《證券交易法》規定「重大影響其股票價格之消息，指涉及公司之財務、業務或該證券之市場供求、公開收購，對其股票價格有重大影響，或對正當投資人之投資決定有重要影響之消息；其範圍及公開方式等相關事項之辦法，由主管機關定之。」故並非台灣證券交易所建置的公開資訊觀測站公布之重大訊息，即為內線交易之重大消息，必須符合前開法條所規定之要件者方屬之，其範圍未來應依主管機關所訂相關辦法據以認定。

## 違法的內線交易
違法的內線交易行為雖然普遍相信存在於股票市場，但是實際上受到起訴的案件相當多，但證明內線交易罪行有一定的困難，所以有地方擬設董事禁售期，以防內線交易。

## 著名案例

### 美國案例
- 2001年美國安隆案（恩隆案）。
- 2001年11月19日，NVIDIA繪圖晶片公司，爆發4名現任員工，及1名離職員工，因涉及內線交易，被美國聯邦司法部起訴刑事罪名的重大案件。
- 2008年5月，瑞士信貸銀行紐約分行一名高層人員內線交易罪名成立，被判十年徒刑。主審法官皮特森感慨表示，華爾街的專業人士似乎到今天都不明白在市場上作弊是嚴重犯罪。巴基斯坦裔的納西姆在瑞士信貸銀行設在曼哈頓的「全球能源集團」部門工作，他的辦公桌靠一部列印機，可以看到許多重要的潛在交易文件。他涉嫌在兩年期間向巴基斯坦一名金融主管洩漏九項交易的機密，包括納貝斯克集團去年2月以450億美元購併德州能源巨擘TXU的史上最大購併案，使那名巴基斯坦人獲得750萬美元以上不法利益。那九項交易案，瑞銀都經手。
- 2009年10月16日，紐約的對沖基金帆船集團的創始人拉傑·拉賈拉特南被美國聯邦調查局以內幕交易罪逮捕。2011年10月13日，被紐約南區聯邦地區法院判11年監禁。
- 2010年11月，在美國投顧公司工作的56歲台灣移民朱青創（Don Ching Trang Chu，音譯），因為涉及內線交易前天在美東遭到逮捕，隨後以100萬美元交保。
- 2013年9月，高通公司一名全球業務運營前總裁華裔汪靜被控內線交易、洗錢、密謀、阻礙官方訴訟和嚴重的身份盜竊。涉嫌通過使用內部信息購買該公司及收購目標的股票獲得將近25萬美元的非法盈利。
- 2013年11月，史蒂文·柯恩的对冲基金SAC資本公司被控內線交易，2013年11月4日同意支付18億美元與美國司法部和解，創美國內線交易處罰紀錄。
- 2016年12月，兩名澳門人（熊日、熊戰）及一名中國男子（鄭博）被控利用入侵紐約多間律師行電腦系統所盜得的機密進行內幕交易，獲利400萬美元，紐約南區聯邦地區法院於2017年5月判三人及另一接濟被告需交出非法盈利、利息及罰款合共889萬美元。

### 歐洲案例
- 1720年春天到秋天之間發生南海泡沫事件。著名物理學家艾薩克·牛頓爵士因聽信內線交易而進場投資，也成為受害者之一。
- 1995年2月26日，英國的投資交易員尼克·李森，交易行為導致霸菱銀行倒閉。
- 2012年2月，瑞士銀行（UBS）已將利率部門的共同主管迪克羅（Yvan Ducrot）和全球短期利率交易主管賽格（Holger Seger），與其他常駐蘇黎世的交易員都遭到停職，等待操控銀行利率程序的進一步調查。
- 2012年2月，蘇格蘭皇家銀行、德意志銀行、摩根大通和花旗集團共有超過12位交易員因捲入調查，而遭到開除、停職或強迫休假。
- 2013年10月24日，黎巴嫩商人約瑟·哈阿德被指控在2008年法國國營鐵路公司欲以11億歐元收購國際物流服務公司法國喬達國際集團之時進行內線交易。法國金融市場管理局判處約瑟·哈阿德因內線交易繳納金額高達1,400萬歐元的罰金。
- 2013年10月29日，荷蘭合作銀行被指控在2005年至2011年操縱的倫敦銀行間拆放利率，荷蘭合作銀行同意支付10億美元罰金給英、美、荷三國達成和解。
- 2013年12月4日，針對金融業操控銀行間拆款利率案，歐盟宣布對德意志銀行開罰處分罰金7.25億歐元、對法國農業信貸銀行開罰處分罰金3.91億歐元、對蘇格蘭皇家銀行開罰處分罰金3.91億歐元、對摩根大通開罰處分罰金8000萬歐元、對花旗集團開罰處分罰金7000萬歐元、對RP Martin開罰處分罰金24.7萬歐元。

### 日本案例
- 2006年1月，日本活力门事件。堀江貴文及其下屬的子公司涉嫌違反《證券交易法》有關規定，被逮捕。
- 2008年4月，日本野村證券一名三十歲的中國籍職員，涉嫌內線交易將事先得知的企業併購資料透露給兩名中國友人，並購買二十一種股票，共獲得超過四千萬日圓的違法利益而被日本有關當局傳訊。
- 2010年，野村控股已經證實，2010年能源公司Inpex、瑞穗金融集團和東京電力計畫發行股票時，該公司法人機構銷售部門的員工將消息外洩。
- 2012年7月，日本野村控股執行長渡部賢一和營運長柴田拓美因涉及內線交易醜聞，為員工洩漏客戶股票發行資訊給交易員一事負責，而辭職下台。

### 臺灣案例
- 1985年2月9日，蔡辰洲爆發台北十信案，在1985年2月18日起財政部將十信委託合作金庫代管；蔡辰洲也因利用人頭貸款、串通其部屬或假冒他人名義貸款等違反《票據法》之刑責被捕。
- 1990年，翁大銘的華隆集團爆發華隆案內線交易。
- 1992年，翁大銘又爆發厚生違約交割案。
- 1994年11月，翁大銘又爆發洪福證券違約交割案。
- 2004年，葉素菲的博達砷化鎵內線交易案。
- 2006年5月的台灣土地開發公司內線交易案。
- 2007年3月8日，王又曾力霸掏空案。
- 2008年2月27日，精英集團併購志合 爆內線交易。
- 2008年12月31日，王令麟東森內線交易案。
- 2012年6月，日月光財務經理甘智文，捲入日月光內線交易案。
- 2012年7月，力晶董事長黃崇仁涉購買旺宏12吋廠的內線交易等案。
- 2013年3月，檢調偵辦鄉林建設兼涵碧樓董事長賴正鎰涉內線交易案。
- 2013年5月5日，聯發科和晨星員工傳出內線交易案，坦承內線交易聯發科中國區總經理呂向正辭職。
- 2013年10月，台灣胖達人內訌，抖出內線交易案。
- 2013年11月，台灣黑松公司爆發內線交易弊案，檢調查出，黑松監察人張道榕與哥哥張道昇，涉嫌利用去年黑松董事會決議標售微風廣場旁一千三百多坪土地的利多消息，以人頭買賣黑松股票，共套利六百萬元。

### 中國大陸案例
- 2011年後期，國美電器創辦人黃光裕因涉及非法經營、內線交易與行賄，三罪並罰。
- 2013年8月，上海A股光大證券「烏龍指」事件，中國銀監會決定終止光大從事自營業務，沒收違法所得人民幣約8,721萬元外，還要加罰5倍罰款，約人民幣5.23億元，是史上最高罰金，已經請辭的光大前總裁徐浩明等四名負責人，被終身禁止進入證券市場。[2]
- 2015年11月1日，中国著名私募游资、上海泽熙投资管理有限公司总经理徐翔，被指控涉嫌参与非法手段获取股市内幕信息，从事内幕交易、操纵股票交易价格等违法犯罪行为而被逮捕。[3]

### 香港案例
- 2007年道瓊斯內幕交易案，是香港知名人士李國寶在擔任美國上市公司道瓊斯董事時所涉嫌參與的內幕交易事件。
- 2009年9月18日，香港杜軍案。是指美國投資銀行大摩亞洲區固定收益部前董事總經理杜軍（北京人，在港為美國大摩公司服務），因為在香港當財務顧問期間，干犯內幕交易，在香港被控有罪，判監7年。香港法官裁定杜軍10項內幕交易罪名成立，判處入獄7年3個月。